# テトラブチルアンモニウム
テトラブチルアンモニウム（英: Tetrabutylammonium）は、分子式が[N(C
4H
9)
4]+
で表される第四級アンモニウムカチオンである。[NBu
4]+
（ここで、Buはブチル基を指す）とも表記される。実験室において、この化合物は、無機アニオンの脂溶性塩を調製するために使用される。テトラエチルアンモニウム誘導体に比べ、テトラブチルアンモニウム塩はより脂溶性だが、結晶化しにくい特性がある。

## 誘導体
テトラブチルアンモニウム塩の、基本的なアニオンの例：
- フッ化テトラ-n-ブチルアンモニウム - 脱シリル化（英語版）試薬。
- 臭化テトラブチルアンモニウム - 他のテトラブチルアンモニウム塩の前駆体。塩メタセシス反応（英語版）を経て生成。
- ヨウ化テトラ-n-ブチルアンモニウム - 低コスト触媒[1]。
- 三ヨウ化テトラブチルアンモニウム - 化学合成で使用される三ヨウ化物アニオンの担体。
- 水酸化テトラブチルアンモニウム - 酸塩基反応による他のテトラブチルアンモニウム塩の前駆体。
- ヘキサフルオロリン酸テトラブチルアンモニウム - 非水系電気化学の電解質。

テトラブチルアンモニウム塩の、より複雑な例：
- ポリ酸[2]
- NS-
4[3]
- 金属カルボニルアニオン[4]
- 合成鉄・硫黄クラスター（[Fe
4S
4(SPh)
4]2−）[5]
- オクタクロロジレニウム酸カリウム（英語版）（[Re
2Cl
8]2−）[6]